# Maison des anciens remèdes
 (juin 2023).
Si vous disposez d'ouvrages ou d'articles de référence ou si vous connaissez des sites web de qualité traitant du thème abordé ici, merci de compléter l'article en donnant les références utiles à sa vérifiabilité et en les liant à la section « Notes et références ».
La Maison des anciens remèdes est un musée situé au hameau des Adam, près de la maison communale de Jovençan, en Vallée d'Aoste.

## Description
La Maison a pour but de présenter les pratiques et les savoirs liés à l'utilisation des plantes officinales traditionnelles de la Vallée d'Aoste. En particulier, l'exposition pivote autour des légendes, des recettes et des remèdes domestiques autrefois utilisés couramment dans la culture valdôtaine.
Il s'impose comme le premier exemple et comme référence en Italie dans le domaine des musées et des centres d'études des plantes médicinales et de la médecine traditionnelle alpine.